# Davi de Trebizonda
Davi de Trebizonda (Trebizonda, c. 1408 - Constantinopla, 1 de novembro de 1463) foi o último imperador do Império de Trebizonda, que reinou entre 1459 e 1461. Foi antecedido no trono por João IV e sucedido por Maomé II, o Conquistador, já sendo Trebizonda parte do Império Otomano. Davi foi executado pelos otomanos em Constantinopla, juntamente com seu sobrinho e três de seus filhos em 1 de novembro de 1463, tornando-se mártir da Igreja Ortodoxa.

## Déspota de Trebizonda
David desempenhou um papel muito importante durante o reinado de seu irmão mais velho e predecessor João IV. Davi havia recebido o título de déspota da corte, que em Trebizonda significava o herdeiro do trono. David participou das depredações de seu irmão contra os genoveses e também esteve presente em vários deveres diplomáticos satisfazendo Trebizonda. Em 1458 ele ratificou o tratado de seu irmão com os otomanos, o sultão Maomé II em Adrianópolis. No mesmo ano transportou a sobrinha de Davi, Teodora, para seu novo marido, Uzun Hasan da etnia Ak Koyunlu.

## Imperador de Trebizonda
David foi proclamado imperador em 22 de abril de 1459, após a morte de seu irmão, João IV. Este último tinha um filho de quatro anos chamado Aleixo, mas a posição arriscada do Império de Trebizonda sugeria a necessidade de o reino ser entregue a uma pessoa mais experiente, já reconhecida como déspota, pelo que era natural que reconhecê-lo como o novo governante para o bem do Império.
David casou-se com Maria de Gothia, filha do reino semi-independente de Teodoro na Crimeia, uma área que esteve sob o controle de Trebizonda até alguns anos antes. Após a morte de Maria (1447), David casou-se com Helena Cantacuzena, sobrinha do imperador bizantino João VI Cantacuzeno. Com a conquista de Constantinopla pelos turcos otomanos em 1453 e o enfraquecimento do reino da Crimeia (ameaçado pelas colônias genovesas na região e pressionado pelo que restava da Horda Dourada), David pensou que poderia obter algum apoio de sua aliança com o pequeno principado de Teodoro.
O seu parentesco com o príncipe georgiano Uzun Hasan implicou uma importante aliança para David que, segundo a sua estratégia política, em conjunto com o apoio que recebeu da República de Gênova e do Papado, o teria protegido de possíveis ataques dos muçulmanos. Para isso tentou atrair a atenção do duque de Valois da Borgonha, Filipe o Bom, na esperança de que este montasse uma nova cruzada contra os otomanos, que teriam então de reconquistar Jerusalém. O esforço de David foi apoiado por um apelo do papa Pio II, que, além disso, havia seduzido Borgonhas para participar dela, assim como príncipes cristãos do leste, em uma grande liga cristã. Os reinos muçulmanos de Sinope e Karaman pareciam ser aliados de David e Uzun Hasan, porque temiam por seus pequenos reinos, que estavam ameaçados pela ameaça otomana.
Armado com essas alianças, David pediu formalmente a Maomé II que cessasse o tributo pago por seu antecessor, por intercessão dos embaixadores de Uzun Hasan em Constantinopla. O sultão sentiu-se ofendido e ameaçado com esta iniciativa, e ordenou o ataque contra o Império de Trebizonda, que foi prontamente preparado e iniciado no verão de 1461. O sultão enviou uma grande frota comandada pelo almirante Kasim Pascià, que navegou até chegar às costas da Anatólia margeando o Mar Negro. O sultão então liderou pessoalmente suas forças terrestres através da Anatólia e reuniu sua frota em Bursa. Tal desdobramento de forças causou alarme nas cortes de todos os reinos da região, incertas quanto ao real objetivo dessa expedição, que havia sido mantida em segredo.
Enquanto o exército de Maomé II subjugava a cidade de Sinope em pouco tempo, sua frota demorou a capturar o porto genovês de Amasra, apenas para se reunir novamente. Maomé II liderou o exército terrestre contra Uzun Hasan, sitiando sua fortaleza de Koylu Hisar. Impressionado com seu avanço, Uzun Hasan retirou-se para o leste e enviou emissários liderados por sua mãe, Sara Khatun, com presentes generosos para oferecer ao sultão como sinal de paz. Maomé, nada disposto a declarar guerra ao governante dos turcomanos da Ovelha Brancaele aceitou de bom grado a oferta de paz, mas não concordou em desistir de seu projeto de conquistar Trebizonda. Depois disso, David foi privado de seu aliado mais forte e Maomé II dirigiu seu exército para Trebizonda. A frota otomana já havia imobilizado o exército de Trebizonda, e então o exército de David foi derrotado e os arredores de Trebizonda foram saqueados por mais de um mês. O comandante Mahmud Pasha Angelović da marinha otomana abriu negociações com David antes mesmo da chegada de Maomé II, e o tesoureiro de David, George Amiroutzes, havia recomendado ao imperador que cedesse sob qualquer condição. Embora Maomé II desprezasse essas negociações, ele permitiu que continuassem. Davi foi persuadido a ceder, mantendo sua família e grupo familiar ricos e prometeu uma pensão favorável e um título de nobreza na Trácia.
Trebizonda foi, portanto, isolada do resto da Ásia e Maomé II passou a conquistar o último resquício do Império Bizantino antes da Quarta Cruzada: a intervenção foi rápida e silenciosa, tanto que os camponeses não deram nenhum alarme e Maomé II ele foi capaz de sitiar a cidade, defendida por eles mesmos 5 000 homens. Após um mês de cerco, David II rendeu-se em 15 de agosto de 1461, e apenas alguns castelos continuaram uma resistência isolada por algumas semanas.

## Exílio na Trácia
A apresentação de David no final de agosto ou início de setembro foi marcada pela tradição do Império de Trebizonda e pela tradição imperial bizantina. O imperador foi deposto e sua família e cortesãos foram enviados para fora de Constantinopla. A população foi dividida em grupos, alguns foram designados para o serviço do sultão e seus oficiais, outros foram adicionados à população de Constantinopla e os demais foram autorizados a permanecer em Trebizonda. Alguns jovens locais foram convocados para o corpo de elite janízaro otomano, enquanto o almirante otomano deixou a cidade.
David foi levado para Adrianópolis junto com sua família e recebeu os lucros das propriedades no vale Strymon, contendo uma renda anual de cerca de 300 000 moedas de prata. As relações próximas da família e a troca constante entre David e Uzun Hasan foram denunciadas ao sultão por George Amiroutzes, e ele forneceu justificativa suficiente para que David e seus filhos fossem presos em março de 1463.

## Morte
Em 1 de novembro de 1463 em Constantinopla, junto com seu sobrinho Aleixo (filho de João IV) e três de seus filhos, eles foram executados por cartas consideradas suspeitas porque foram enviadas aos inimigos do sultão. Apenas um filho, Jorge, foi poupado devido à sua tenra idade e se converteu ao islamismo.
Outros membros da família tiveram mais sorte. Maria Gattilusio, a viúva do irmão mais velho de David, Alexander Comnenus, ingressou na corte do sultão como filha de David, Anna (embora mais tarde ela se casasse com o general otomano Zagan Pasha). O filho de Maria, Aleixo, também foi poupado e entrou na corte do sultão. No entanto, a viúva do imperador Elena Cantacuzena foi fortemente multada pelo sultão por enterrar seu marido e filhos e viveu toda a sua vida na pobreza.